# Malin 1
Malin 1 là tên của một thiên hà xoắn ốc khổng lồ có thanh chắn và cũng là một thiên hà có độ sáng bề mặt thấp nằm trong chòm sao Hậu Phát, gần điểm cực bắc của Ngân Hà. Khoảng cách của nó với chúng ta là khoảng xấp xỉ 1,19 tỉ năm ánh sáng (366 mega parsec). Vào tháng 2 năm 2015, người ta cho rằng đây là thiên hà xoắn ốc lớn nhất mà ta từng biết với đường kính xấp xỉ là 650000 năm ánh sáng (200000 parsec), rộng hơn 3 lần đường kính của Ngân Hà. Nhà thiên văn học người Anh-Úc đã phát hiện ra thiên hà này và nó là thiên hà có độ sáng bề mặt thấp đầu tiên được xác nhận là tồn tại. Vùng trung tâm của thiên hà này rộng đến 30000 năm ánh sáng và có độ sáng cao hơn vùng rìa, điểm phình của nó rộng khoảng 10000 năm ánh sáng.
Sau đó, Malin 1 được phát hiện là có sự tương tác với 2 thiên hà khác là Malin 1B và SDSS J123708.91+142253.2. Malin 1B cách thiên hà này 46000 năm ánh sáng. Nó có thể là nguyên nhân hình thành nên thanh chắn trung tâm của Malin 1. SDSS J123708.91+142253.2 thì nằm trong hào quang mờ nhạt và rộng lớn của Malin 1. Vào nó có lẽ đã tẩy màu thủy triệu khiến cho độ sáng bề mặt của nó thấp.
Galaz et al đã quan sát kĩ cấu trúc xoắn ốc của nó dãy quang học vào tháng 4 năm 2014. Quan sát cho ta biết rằng nó có các nhánh xoắn ốc dày đến 30000 năm ánh sáng và các dòng sao cũng như khu vực hình thành sao cũng giống vậy.

## Dữ liệu hiện tại
Theo như quan sát, đây là thiên hà nằm trong chòm sao Hậu Phát và dưới đây là một số dữ liệu khác:
Xích kinh 12h 36m 59.34697s 
Độ nghiêng +14° 19′ 49.1585″ 
Giá trị dịch chuyển đỏ 0.082557 ± 0.000033
Cấp sao biểu kiến 15809±0009 
Cấp sao tuyệt đối −2201±050 
Vận tốc xuyên tâm 24750±10 km/s 
Kích thước biểu kiến 0.219' × 0.204′
Loại thiên hà SB0a 